# Filmographie de Bourvil
Cet article détaille la filmographie de Bourvil (1917-1970).

## Filmographie

### Années 1940
- 1942 : Croisières sidérales d'André Zwobada : figuration  (un scientifique au début du film) - sous le nom d'Alain Grimor[réf. nécessaire]
- 1945 : La Ferme du pendu de Jean Dréville : le bourrelier
- 1947 : Pas si bête d'André Berthomieu : Léon Ménard[1]
- 1948 : Par la fenêtre de Gilles Grangier : Gaston, dit « Pilou »
- 1948 : Blanc comme neige d'André Berthomieu : Léon Ménard[1]
- 1949 : Le Cœur sur la main d'André Berthomieu : Léon Ménard[1]

### Années 1950
- 1950 : Le Roi Pandore d'André Berthomieu : Léon Ménard[1]
- 1950 : Miquette et sa mère d'Henri-Georges Clouzot : Urbain de la Tour-Mirande
- 1950 : Le Rosier de madame Husson de Jean Boyer : Isidore
- 1951 : Garou-Garou, le passe-muraille de Jean Boyer : Léon Dutilleul
- 1951 : Seul dans Paris d'Hervé Bromberger : Henri Milliard
- 1952 : Le Trou normand de Jean Boyer : Hippolyte Lemoine
- 1953 : Cent francs par seconde de Jean Boyer : un invité d'honneur
- 1953 : Les Trois Mousquetaires d'André Hunebelle : Planchet
- 1954 : Si Versailles m'était conté… de Sacha Guitry : un guide du musée de Versailles
- 1954 : Poisson d’avril de Gilles Grangier : Émile Dupuy
- 1954 : Cadet Rousselle d'André Hunebelle : Jérôme Baguindet
- 1955 : Le Fil à la patte de Guy Lefranc : Camille Bouzin
- 1955 : Les Hussards d'Alex Joffé : Flicot
- 1956 : La Traversée de Paris de Claude Autant-Lara : Marcel Martin
- 1956 : Le Chanteur de Mexico de Richard Pottier : Bilou
- 1958 : Les Misérables, film en deux époques de Jean-Paul Le Chanois : Thénardier
- 1958 : Le Miroir à deux faces d'André Cayatte : Pierre Tardivet, professeur de calcul
- 1958 : Un drôle de dimanche de Marc Allégret : Jean Brevent
- 1958 : Sérénade au Texas de Richard Pottier : Me Jérôme Quillebœuf
- 1959 : Le Chemin des écoliers de Michel Boisrond : Charles Michaude
- 1959 : La Jument verte de Claude Autant-Lara : Honoré Haudouin
- 1959 : Le Bossu d'André Hunebelle : Passepoil

### Années 1960-1970

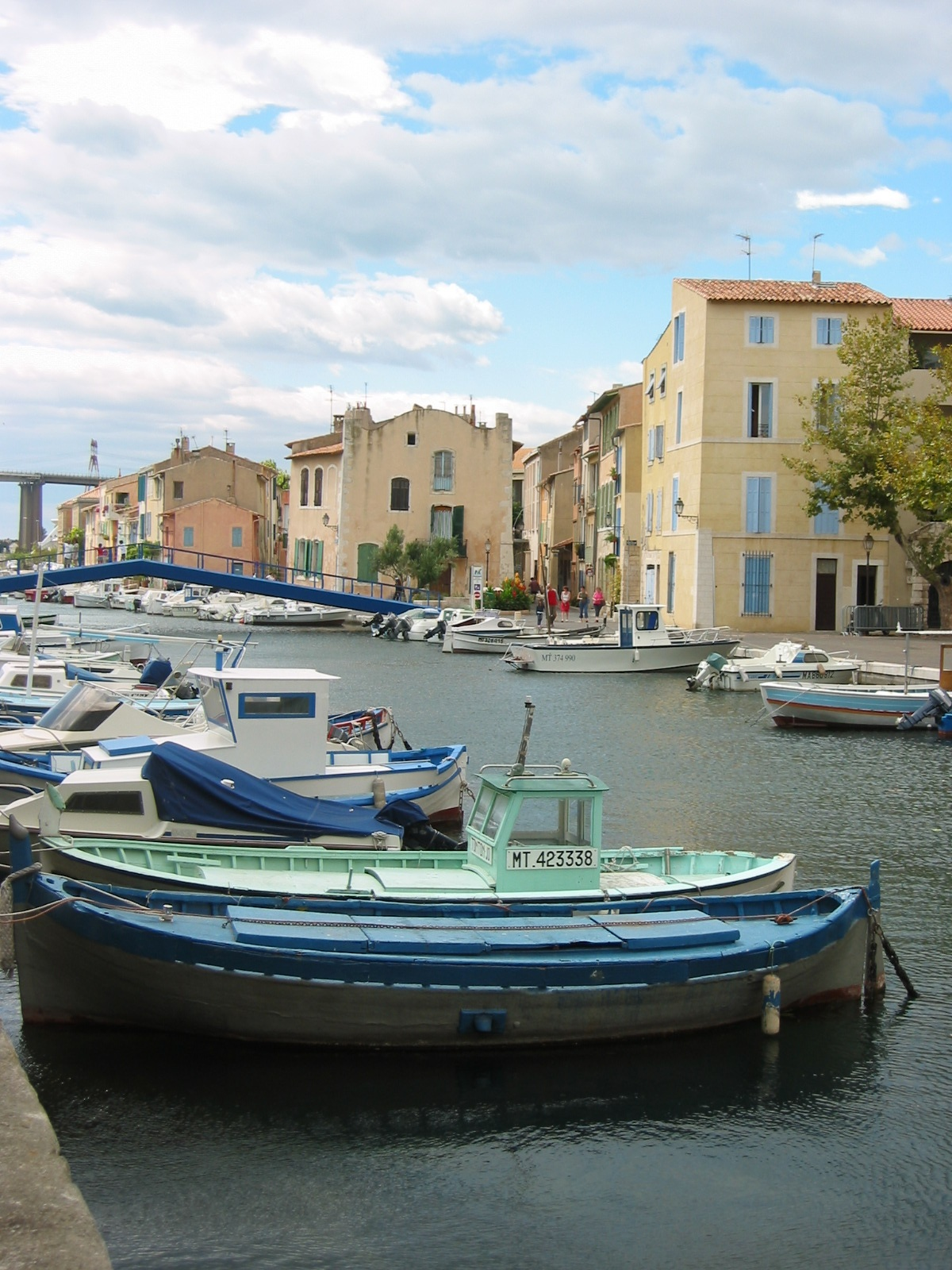
Vue de Martigues, lieu de l'action de La Cuisine au beurre

- 1960 : Le Capitan d'André Hunebelle : Cogolin
- 1960 : Fortunat d'Alex Joffé : Noël Fortunat
- 1961 : Dans la gueule du loup de Jean-Charles Dudrumet : un drogué (apparition)
- 1961 : Tout l'or du monde de René Clair : Mathieu Dumont / Toine Dumont  / Martial Dumont
- 1961 : Le Tracassin ou Les Plaisirs de la ville d'Alex Joffé : André Loriot
- 1962 : Le Jour le plus long de Darryl F. Zanuck : le maire de Colleville
- 1962 : Tartarin de Tarascon de Francis Blanche : le curé  (apparition)
- 1962 : Les Culottes rouges d'Alex Joffé : Fendard, le prisonnier poltron
- 1962 : Un clair de lune à Maubeuge de Jean Chérasse : lui-même
- 1963 : Les Bonnes Causes de Christian-Jaque : le juge Albert Gaudet
- 1963 : Un drôle de paroissien de Jean-Pierre Mocky : Georges Lachaunaye
- 1963 : Le Magot de Josefa de Claude Autant-Lara : Pierre Corneille
- 1963 : La Cuisine au beurre de Gilles Grangier : André Colombet
- 1964 : La Cité de l'indicible peur ou La Grande Frousse de Jean-Pierre Mocky : l’inspecteur Simon Triquet
- 1965 : Le Majordome de Jean Delannoy : le fiancé de Mlle Agnès Planchon (simple clin d’œil à la fin du film)
- 1965 : Le Corniaud de Gérard Oury : Antoine Maréchal
- 1965 : Guerre secrète de Christian-Jaque : Michel Lalande
- 1965 : La Grosse Caisse d'Alex Joffé : Louis Bourdin
- 1965 : Les Grandes Gueules de Robert Enrico : Hector Valentin
- 1966 : Trois enfants dans le désordre de Léo Joannon: Eugène Laporte
- 1966 : La Grande Vadrouille de Gérard Oury : Augustin Bouvet
- 1967 : Les Arnaud de Léo Joannon : le juge Henri Arnaud
- 1968 : Les Cracks d'Alex Joffé : Jules Auguste Duroc
- 1968 : La Grande Lessive (!) de Jean-Pierre Mocky : Armand Saint-Just
- 1969 : Le Cerveau de Gérard Oury : Anatole
- 1969 : Gonflés à bloc de Ken Annakin : Monsieur Dupont
- 1969 : L'Arbre de Noël de Terence Young : Verdun
- 1970 : L'Étalon de Jean-Pierre Mocky : William Chaminade
- 1970 : Le Cercle rouge de Jean-Pierre Melville : le commissaire Matteï (seul film où l'acteur est crédité André Bourvil)
- 1970 : Le Mur de l'Atlantique de Marcel Camus : Léon Duchemin
- 1970 : Clodo de Georges Clair : Gaston (le film ne sortira en salles qu'en 1975)

### Courts métrages
- 1946 : Studio en folies de Walter Kapps : lui-même
- 1948 : Le Bal du comité de défense, court métrage muet : lui-même
- 1952 : Grrr… d'André Rigal : lui-même
- 1953 : Étoiles au soleil de Jacques Guillon : lui-même
- 1964 : Reflets du temps passé de Marcel Leray : lui-même

## Résultats au box-office France
Avec Fernandel, Louis de Funès et Jean Gabin, Bourvil fait partie des acteurs français ayant attiré le plus grand nombre de spectateurs dans les salles : environ 205 millions entre 1945 et 1970.
Sources : JP Box-office et Box Office Story pour le nombre d'entrées de chaque film, JP Box-office pour le no 1 du box-office annuel.
| Film                           | Année | Réalisateur           | Classement | Nombre d'entrées | no 1 du box-office annuel                                 |
| ------------------------------ | ----- | --------------------- | ---------- | ---------------- | --------------------------------------------------------- |
| La Grande Vadrouille           | 1966  | Gérard Oury           | 1er        | 17 267 607       | La Grande Vadrouille                                      |
| Le Jour le plus long           | 1962  | Darryl F. Zanuck      | 1er        | 11 933 629       | Le Jour le plus long                                      |
| Le Corniaud                    | 1965  | Gérard Oury           | 1er        | 11 739 783       | Le Corniaud                                               |
| Les Misérables                 | 1958  | Jean-Paul Le Chanois  | 2e         | 9 940 533        | Les Dix Commandements (14 229 745 entrées)                |
| Si Versailles m'était conté…   | 1954  | Sacha Guitry          | 1er        | 6 986 788        | Si Versailles m'était conté…                              |
| La Cuisine au beurre           | 1963  | Gilles Grangier       | 2e         | 6 396 529        | La Grande Évasion (8 756 631 entrées)                     |
| Pas si bête                    | 1947  | André Berthomieu      | 4e         | 6 155 419        | Le Bataillon du ciel (8 649 691 entrées)                  |
| Le Bossu                       | 1960  | André Hunebelle       | 2e         | 5 826 584        | Ben-Hur (13 826 124 entrées)                              |
| Le Cerveau                     | 1969  | Gérard Oury           | 2e         | 5 547 305        | Il était une fois dans l'Ouest (14 862 764 entrées)       |
| Les Trois Mousquetaires        | 1953  | André Hunebelle       | 5e         | 5 354 739        | Sous le plus grand chapiteau du monde (9 488 114 entrées) |
| La Jument verte                | 1959  | Claude Autant-Lara    | 3e         | 5 294 328        | La Vache et le Prisonnier (8 844 199 entrées)             |
| Le Capitan                     | 1960  | André Hunebelle       | 4e         | 5 177 612        | Ben-Hur (13 826 124 entrées)                              |
| La Traversée de Paris          | 1956  | Claude Autant-Lara    | 4e         | 4 893 174        | Michel Strogoff (6 868 854 entrées)                       |
| Le Chanteur de Mexico          | 1956  | Richard Pottier       | 5e         | 4 779 435        | Michel Strogoff (6 868 854 entrées)                       |
| Le Mur de l'Atlantique         | 1970  | Marcel Camus          | 2e         | 4 770 962        | Le Gendarme en balade (4 870 609 entrées)                 |
| Le Cercle rouge                | 1970  | Jean-Pierre Melville  | 5e         | 4 339 821        | Le Gendarme en balade (4 870 609 entrées)                 |
| Le Rosier de madame Husson     | 1950  | Jean Boyer            | 7e         | 4 304 624        | Autant en emporte le vent (14 563 937 entrées)            |
| Cadet Rousselle                | 1954  | André Hunebelle       | 11e        | 3 995 795        | Si Versailles m'était conté… (6 986 788 entrées)          |
| Le Trou normand                | 1952  | Jean Boyer            | 10e        | 3 915 583        | Le Petit Monde de don Camillo (12 791 168 entrées)        |
| Blanc comme neige              | 1948  | André Berthomieu      | 7e         | 3 666 283        | La Chartreuse de Parme (6 151 521 entrées)                |
| Le Cœur sur la main            | 1949  | André Berthomieu      | 9e         | 3 657 951        | Jeanne d'Arc (7 092 586 entrées)                          |
| Le Roi Pandore                 | 1950  | André Berthomieu      | 9e         | 3 625 511        | Autant en emporte le vent (14 563 937 entrées)            |
| Les Grandes Gueules            | 1965  | Robert Enrico         | 8e         | 3 593 724        | Le Corniaud (11 739 783 entrées)                          |
| Fortunat                       | 1960  | Alex Joffé            | 12e        | 3 338 332        | Ben-Hur (13 826 124 entrées)                              |
| Par la fenêtre                 | 1948  | Gilles Grangier       | 8e         | 3 213 162        | La Chartreuse de Parme (6 151 521 entrées)                |
| Les Cracks                     | 1968  | Alex Joffé            | 9e         | 2 946 373        | Le Gendarme se marie (6 828 626 entrées)                  |
| Poisson d’avril                | 1954  | Gilles Grangier       | 21e        | 2 888 000        | Si Versailles m'était conté… (6 986 788 entrées)          |
| Les Hussards                   | 1955  | Alex Joffé            | 27e        | 2 875 093        | Vingt mille lieues sous les mers (9 619 259 entrées)      |
| Le Miroir à deux faces         | 1958  | André Cayatte         | 16e        | 2 864 701        | Les Dix Commandements (14 229 745 entrées)                |
| La Ferme du pendu              | 1945  | Jean Dréville         | 17e        | 2 703 664        | Le Dictateur (8 030 641 entrées)                          |
| Garou-Garou, le passe-muraille | 1951  | Jean Boyer            | 8e         | 2 566 767        | Samson et Dalila (7 116 442 entrées)                      |
| Sérénade au Texas              | 1958  | Richard Pottier       | 21e        | 2 555 768        | Les Dix Commandements (14 229 745 entrées)                |
| Le Chemin des écoliers         | 1959  | Michel Boisrond       | 27e        | 2 516 405        | La Vache et le Prisonnier (8 844 199 entrées)             |
| Tout l'or du monde             | 1961  | René Clair            | 22e        | 2 421 026        | Les Canons de Navarone (10 197 729 entrées)               |
| Un drôle de paroissien         | 1963  | Jean-Pierre Mocky     | 14e        | 2 371 855        | La Grande Évasion (8 756 631 entrées)                     |
| Les Arnaud                     | 1967  | Léo Joannon           | 14e        | 2 168 748        | Les Grandes Vacances (6 986 917 entrées)                  |
| Miquette et sa mère            | 1950  | Henri-Georges Clouzot | 22e        | 2 159 275        | Autant en emporte le vent (14 563 937 entrées)            |
| La Grande Lessive (!)          | 1968  | Jean-Pierre Mocky     | 16e        | 2 111 923        | Le Gendarme se marie (6 828 626 entrées)                  |
| Les Culottes rouges            | 1962  | Alex Joffé            | 21e        | 2 077 647        | Le Jour le plus long (11 933 629 entrées)                 |
| Le Tracassin                   | 1961  | Alex Joffé            | 32e        | 1 842 130        | Les Canons de Navarone (10 197 729 entrées)               |
| La Grosse Caisse               | 1965  | Alex Joffé            | 19e        | 1 836 779        | Le Corniaud (11 739 783 entrées)                          |
| Le Fil à la patte              | 1955  | Guy Lefranc           | 41e        | 1 797 375        | Vingt mille lieues sous les mers (9 619 259 entrées)      |
| Cent francs par seconde        | 1953  | Jean Boyer            | 31e        | 1 747 736        | Sous le plus grand chapiteau du monde (9 488 114 entrées) |
| Les Bonnes Causes              | 1963  | Christian-Jaque       | 28e        | 1 721 139        | La Grande Évasion (8 756 631 entrées)                     |
| Seul dans Paris                | 1951  | Hervé Bromberger      | 16e        | 1 668 425        | Samson et Dalila (7 116 442 entrées)                      |
| Un drôle de dimanche           | 1958  | Marc Allégret         | 44e        | 1 574 480        | Les Dix Commandements (14 229 745 entrées)                |
| Trois enfants dans le désordre | 1966  | Léo Joannon           | 24e        | 1 547 346        | La Grande Vadrouille (17 267 607 entrées)                 |
| L'Étalon                       | 1970  | Jean-Pierre Mocky     | 28e        | 1 278 907        | Le Gendarme en balade (4 870 609 entrées)                 |
| Guerre secrète                 | 1965  | Christian-Jaque       | 33e        | 1 175 203        | Le Corniaud (11 739 783 entrées)                          |
| L'Arbre de Noël                | 1969  | Terence Young         | 34e        | 950 555          | Il était une fois dans l'Ouest (14 862 764 entrées)       |
| Le Magot de Josefa             | 1963  | Claude Autant-Lara    | 54e        | 898 972          | La Grande Évasion (8 756 631 entrées)                     |
| Gonflés à bloc                 | 1970  | Ken Annakin           | 55e        | 698 857          | Le Gendarme en balade (4 870 609 entrées)                 |
| La Cité de l'indicible peur    | 1964  | Jean-Pierre Mocky     | 58e        | 679 693          | Le Gendarme de Saint-Tropez (7 809 334 entrées)           |
| Un clair de lune à Maubeuge    | 1962  | Jean Chérasse         | 50e        | 629 941          | Le Jour le plus long (11 933 629 entrées)                 |

## Réalisateurs avec lesquels Bourvil a tourné
- Marc Allégret
- Ken Annakin
- Claude Autant-Lara
- André Berthomieu
- Michel Boisrond
- Jean Boyer
- Marcel Camus
- André Cayatte
- Christian-Jaque
- René Clair
- Henri-Georges Clouzot
- Jean Delannoy
- Jean Dréville
- Robert Enrico
- Sacha Guitry
- Léo Joannon
- Alex Joffé
- Gilles Grangier
- André Hunebelle
- Guy Lefranc
- Jean-Pierre Melville
- Jean-Pierre Mocky
- Gérard Oury
- Richard Pottier
- Terence Young